# Abbazia di Daoulas

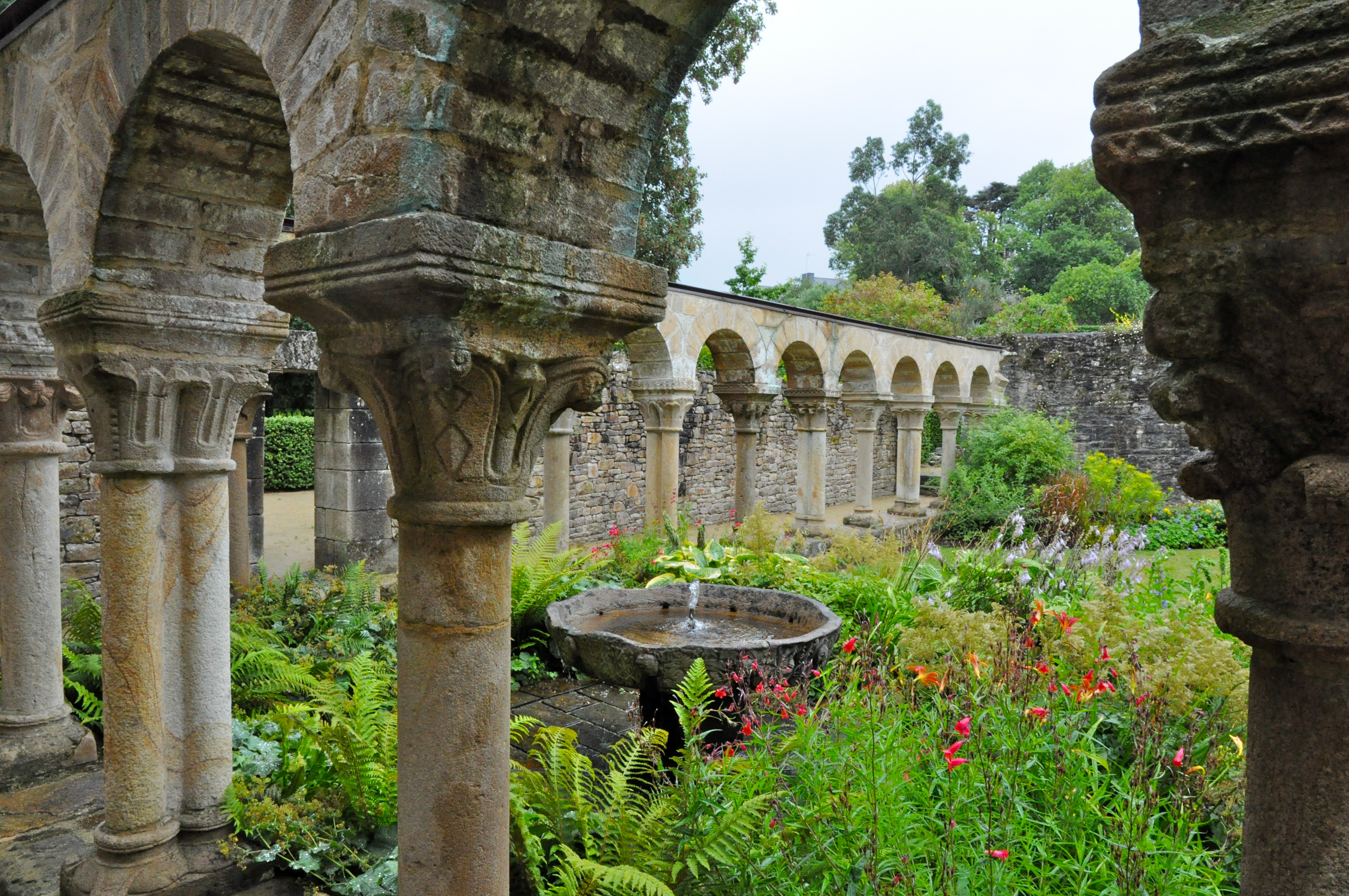
Il chiostro dell'abbazia di Daoulas

L'abbazia di Notre-Dame di Daoulas (in francese: Abbaye Notre-Dame de Daoulas) è un'ex-abbazia agostiniana della città francese di Daoulas, nel Finistère (Bretagna), fondata nel 1167.
Ora ospita un centro culturale e uno spazio espositivo dedicato alle civiltà del mondo.

## Descrizione
Il chiostro, in stile romano, è costituito da 32 arcate e da una fontana monolitica decorata con maschere, stelle, arabeschi, croci e ruote.
Il complesso è circondato da un giardino in cui crescono 300 diverse specie di piante originarie, oltre che dalla Bretagna, anche dall'Africa, dall'Asia e dall'Oceania.

## Storia
Tra il 1167 e il 1173 fu realizzato il chiostro dell'abbazia.
Il chiostro fu restaurato nel corso del XVIII secolo dall'architetto Bigot.
L'abbazia fu abbandonata dai monaci nel corso del XIX secolo.
Nel 1984 l'abbazia fu acquisita dal Consiglio generale del Finistère.